# Euphyia zona
Euphyia zona là một loài bướm đêm trong họ Geometridae.